# 안지랑역
안지랑역(대구가톨릭대학교병원)(Anjirang station, 안지랑驛)은 대한민국 대구광역시 남구 대명로에 있는 대구 도시철도 1호선의 전철역이다.

## 특징
부역명은 대구가톨릭대학교병원이며, 4번 출구로 나가서 대구가톨릭대학교병원으로 가는 순환버스로 환승 할 수 있고, 전동차 안내방송에서도 이에 대해 언급한다. 또한 앞산공원 방면으로 가는 시내버스도 많이 운행된다. 이 역 인근에 안지랑 곱창거리와 앞산카페거리가 있으며, 안지랑 곱창을 먹으려는 관광객들과 앞산카페거리를 이용하는 관광객들 및 이용객들도 이 역을 많이 찾는다. 출구는 월배 방향에만 설치되어 있고, 대명9동과 대명10동에 걸쳐 있다.

## 역명의 유래
역이 안지랑 네거리 서편에 자리하고 있으며, 주변에 있는 안지랭이라는 이름이 붙은 계곡이 있는데 그것이 안지랑으로 바뀌어 이 역에도 안지랑역이라는 역명이 붙었다. 안지랑이라는 지명의 유래는 과거 공산 전투에서 패한 왕건이 앞산에 있는 이곳까지 도망쳐 와서 편안하게 지냈다고 하여 붙은 지명이다.

## 역사
- 1997년 11월 26일 : 대구 도시철도 1호선 개통과 함께 영업 개시
- 2017년 3월 18일 : 스크린도어 설치

## 역 구조
2면 2선의 상대식 승강장이 있는 지하 역이며, 승강장 벽면 색상은 하얀색이다. 스크린도어가 설치되어 있다.

### 승강장
| 대명 ↑   |
| \| 상    |
| ↓ 현충로 |

| 상행 | ● 대구 도시철도 1호선 | 서부정류장·상인·설화명곡 방면 |
| 하행 | ● 대구 도시철도 1호선 | 반월당·중앙로·안심·하양 방면  |

- 승강장 번호는 없다.
- 개찰구가 승강장별로 분리되어 있어서 개찰을 하지 않고서는 반대편 승강장으로 건너 갈 수 없다.

## 역 주변
| 나가는 곳 | 방면 |
| --------- | --- |
| 1         | 제성한방병원 용마맨션 파크맨션 개나리맨션 농협 동대구농협 대명동지점 대구가톨릭대학교병원                               |
| 2         | KT 남대구지사 앞산순환도로 KT&G 대구본부 KT&G 남대구지점 대구광역시소상공인지원센터 홈플러스 남대구점                   |
| 3         | 영생애육원 안지랑시장 앞산공원(충혼탑) 농협 동대구농협 대명동지점                                                       |
| 4         | 두류공원 대명1동행정복지센터 대구여성차병원 동신점보맨션 남대구등기소 대구가톨릭대학교병원 드림병원 국민은행 대명동지점 |

## 승차량 변동
| 노선  | 승차 인원 | 승차 인원 | 승차 인원 | 승차 인원 | 승차 인원 | 승차 인원 | 승차 인원 | 승차 인원 | 승차 인원 | 승차 인원 | 주석  |
| 노선  | 1997년    | 1998년    | 1999년    | 2000년    | 2001년    | 2002년    | 2003년    | 2004년    | 2005년    | 2006년    | 주석  |
| ----- | --------- | --------- | --------- | --------- | --------- | --------- | --------- | --------- | --------- | --------- | ----- |
| 1호선 | 3,036     | 3,320     | 3,390     | 미공개    | 3,247     | 3,435     | 1,910     | 3,301     | 3,396     | 4,095     | [ 1 ] |
| 노선  | 2007년    | 2008년    | 2009년    | 2010년    | 2011년    | 2012년    | 2013년    | 2014년    | 2015년    | 2016년    |       |
| 1호선 | 3,952     | 3,907     | 3,907     | 3,994     | 4,149     | 4,300     | 4,734     | 4,797     | 4,696     | 4,778     | [ 1 ] |
| 노선  | 2017년    | 2018년    | 2019년    | 2020년    | 2021년    | 2022년    |           |           |           |           |       |
| 1호선 | 4,784     | 4,762     | 4,981     | 3,412     |           |           |           |           |           |           |       |

## 인접한 역
| 대구 도시철도 1호선    | 대구 도시철도 1호선   | 대구 도시철도 1호선  |
| ---------------------- | --------------------- | -------------------- |
| 124 대명 설화명곡 방면 | ● 대구 도시철도 1호선 | 126 현충로 하양 방면 |